# Leviatán
Leviatán, subtitulada «revista mensual de hechos e ideas», fou una revista en castellà publicada a Espanya entre maig de 1934 i juliol de 1936. Difusora d'idees del socialisme, va ser dirigida per Luis Araquistáin; l'esclat de la Guerra Civil Espanyola va posar punt final a la publicació. Propera a posicions caballeristes i, en general, als sectors més esquerrans i revolucionaris del socialisme durant la Segona República, en el seu recorregut la revista va experimentar una radicalització en el contingut. Considerada una de les publicacions marxistes més importants d'Espanya, des de les seves pàgines es van dirigir crítiques a Julián Besteiro i José Ortega y Gasset. Anys més tard el mateix Araquistáin recordaria negativament el seu pas per la revista. El 1976 va ser publicada per l'editorial Turner una selecció de texts de la revista, prologada per Paul Preston.